# Dichaeta atriventris
Dichaeta atriventris är en tvåvingeart som först beskrevs av Cresson 1915.  Dichaeta atriventris ingår i släktet Dichaeta och familjen vattenflugor. Inga underarter finns listade i Catalogue of Life.